# Earthsiege 2
 (avril 2020).
Si vous disposez d'ouvrages ou d'articles de référence ou si vous connaissez des sites web de qualité traitant du thème abordé ici, merci de compléter l'article en donnant les références utiles à sa vérifiabilité et en les liant à la section « Notes et références ».
Earthsiege 2 est un jeu vidéo de simulation de mecha développé par Dynamix et publié par Sierra. Le jeu est sorti en 1996 sur PC.
Le jeu reprend l'univers de la série Metaltech démarrée par Metaltech: Earthsiege.
Earthsiege 2 permet de construire, armer et piloter un grand nombre d'HERC (l'abréviation du sigle HERCULAN pour Humaniform-Emulation Roboticized Combat Unit with Leg-Articulated Navigation, littéralement Unité de combat humanoïde robotisée à déplacement par jambes articulées) de taille variée (de 25 à 84 tonnes) et même un HERC volant (qui n'en est donc plus vraiment un, par définition).
Le jeu se déroule en cinq campagnes scénarisées, quatre sur Terre puis une sur la Lune, où au XXVIe siècle ou XXVIIe siècle les armées humaines se défendent contre l'invasion des machines.

## Scenario
Dans le jeu des cinématiques prennent places avant ou après certains niveaux pour développer le scenario.

### Contexte du jeu
En 2471 l'humanité entre dans une nouvelle ère technologique avec la mise en service de Prometeus, première Intelligence Artificielle capable de penser réellement. Avec elle naît une nouvelle génération de cybrids (cybernétique-hybrides) à la fois intelligents et résistants, capables d'effectuer des tâches complexes et dangereuses, ils remplacent les humains dans l'exécution de ces tâches, y compris l'exploration spatiale.
Les militaires développent également leurs propres machines : lourdement armées, rapides, supportant les pires conditions, virtuellement inarrêtables. Rapidement la production de cybrids devient exclusivement militaire.
Ceux qui ne disposent pas des ressources nécessaires à la fabrication de ces cybrids craignent la menace de ceux qui en possèdent et déclenchent de petites guerres contre leurs riches rivaux. Les conflits prennent de l'ampleur, le nombre de cybrids engagés augmente et leur capacité et efficacité au combat se développe rapidement. La spirale de la guerre est enclenchée et se termine par un conflit nucléaire total, des milliard de morts et une planète dévastée.
Ces évènements amènent les cybrids et leur intelligence artificielle à la conclusion que les humains ne sont pas le meilleur choix pour présider au destin des cybrids. Ils se soulèvent alors contre les humains et conquièrent toutes les villes et bases militaires lors d'un soulèvement appelé « Le renversement ».
Toutes les bases militaires sont conquises, sauf une, où sont stockés les robots de combat obsolètes de l'ère pré-hybride, les HERC. Une résistance humaine s'est mise en place à partir de cette base, qui mène des attaques rapides contre les cybrids pour leur voler armes et technologie. Lentement cette résistance prend de l'ampleur jusqu'à la libération de la Terre, vingt ans plus tard.
Victoire  de courte durée, quelques jours après, une nouvelle vague de cybrids issue des colonies spatiales débarque sur Terre. Les atterrissages sont d’abord repoussés par les résistants mais les cybrids, retournés sur la Lune, se préparent à l'attaque suivante.

### Déroulement du jeu
Au commencement du jeu, le débarquement des forces cybrids est détecté sur la Lune. Le joueur incarne un pilote d'HERC qui va devoir lutter pour la liberté et la survie du genre humain.
Ce combat se déroulera en 45 missions réparties sur 5 campagnes (correspondant à 5 zones de combat) qui verront les capacités d'armement cybrids et humaines s’accroître, les humains continuant à capturer des cybrids ennemis pour combler leur retard technologique. À la fin de la 4e campagne, ils capturent des vaisseaux de transport pour pouvoir attaquer la base cybrid principale sur la Lune (lors de la 5e campagne).
Voici la liste des cinq campagnes :
- Alpha Sector (10 missions) ;
- Delta Sector (10 missions) ;
- Omicron Sector (10 missions) ;
- Bravo Sector (10 missions) ;
- Luna Sector (5 missions).

L'échec à certaines missions, ou à certains objectifs de missions, est permis dans le jeu. Le scenario s'adapte en conséquence. Par exemple si le but de la mission est de protéger trois bases, la destruction d'une de ces bases n'est pas rédhibitoire, mais pourra se ressentir dans la suite du jeu (moins de ressources disponibles, plus d'ennemis dans la zone, etc.). Néanmoins, certaines missions clefs (comme la capture des vaisseaux de transport, ou bien sur la phase finale d'attaques de la base cybrid) doivent être gagnées pour continuer le jeu.

## Système de jeu

### Généralités
Le joueur n'est pas seulement pilote de son HERC. Suivant le type de mission (détaillée dans un double briefing vidéo et textuel et accompagnée d'un rapport sur les forces ennemies (supposées) en présence) et le matériel dont il dispose, il doit aussi décider quel HERC il pilotera, comment il l'armera, mais aussi gérer son équipe.
Pour son équipe, il devra choisir (sans dépasser un maximum) combien et quels équipiers amener, comment les équiper et les affecter (selon les règles classiques d'un jeu de stratégie). Chaque équipier progressera en fonction des missions effectuées et de leur succès.

### HERC
Au début du jeu, le joueur ne dispose que de peu d'HERC, au design vieillot, au blindage léger et embarquant un armement restreint. Au fil de l'évolution du jeu, le joueur a la possibilité de construire des HERC de plus en plus lourds, puissants, et chers. Néanmoins un HERC lourd est certes mieux armé et protégé qu'un HERC léger mais est souvent plus lent et moins maniable, au joueur de s'adapter à la mission et à son propre style (et à celui de ses équipiers).
Earthsiege 2 offre même la possibilité de piloter un HERC volant (qui n'est donc plus vraiment un HERC au sens de robot humanoïde).

### Armement
Comme les HERC, l'armement disponible évolue au cours du jeu : dans certaines catégories d'armes, comme les canons ou les lasers, des versions plus puissantes viennent compléter l'armada disponible. Des armes ou protections complètement nouvelles apparaissent également.
Le choix de l'armement est important dans le jeu, de par les caractéristiques très différentes qu'ont les armes proposées (et par la capacité d'emport très variable des HERC).
Il y a en effet des armes à munitions limitées (les missiles par exemple) et d'autres consommatrices d'énergie. De même, la puissance et la portée des armes est variable.
Un HERC qui n'emporterait que des  armes « consommables » pourrait se retrouver à court de munitions, un HERC qui n'embarquerait que des armes à grosse consommation d'énergie (comme des canons plasma) pourrait se retrouver à court d'énergie et incapable de tirer.

### Récupération
La base de la résistance humaine face aux cybrids supérieurs en nombre et en technologie est la récupération : la récupération de métal, d'armes et de technologie.
- La récupération de métaux, sur les HERC adverses, permet de réparer les HERC et d'en construire de nouveaux. C'est là que réside une des clefs du jeu : utiliser la visée automatique et des armes de destruction massive comme les canons plasma est très efficace pour remporter les combats mais ne permet la récupération que de peu de métal. Une visée manuelle alliée à des armes moins destructrices peut permettre d'en récupérer beaucoup plus en neutralisant un cybrid sans le détruire complètement (par privation de ses jambes).

C'est aussi sur ce facteur que les différents niveaux de difficulté du jeu jouent. En choisissant un niveau de difficulté plus difficile, les réparations à effectuer entre chaque mission sont naturellement plus importantes (puisque les ennemis sont meilleurs) et la récupération de métal plus difficile : la réparation automatique n'est plus une évidence.
- La récupération des armes (ou autres équipements comme des suppléments d'énergie) suit la même logique. En plus de gérer une quantité de métal pour réparation/construction, le joueur gère un stock d'armes qu'il peut produire (en quantité limitée et en dépensant du métal) ou capturer sur les cybrids neutralisés mais non pulvérisés. Certaines missions permettent également de capturer de nouvelles armes qui sont ensuite analysées par les labos avant de pouvoir être produites.

### Construction
Les quelques HERC Maverick du début ne sont qu'un commencement. Au fil des technologies développées et des ressources collectées, le joueur pourra faire construire pour lui et son équipe des HERC plus lourds, plus puissants, plus rapides, voire un Razzor, robot volant que seul le joueur peut piloter.
De même, des armes peuvent être produites, notamment pour remplacer celles détruites au combat.
Ces constructions ne sont pas instantanées et demande une à trois missions pour être réalisées, et bien sûr des ressources suffisantes.
Comme toute manufacture, la fabrique d'HERC produit des déchets. Ainsi, pour produire un HERC Outlaw de 27 tonnes il faut fournir plus de 60 tonnes de matériaux.

## Accueil
- PC Team : 92 %[2]